# Ракушки-Романовські
Ракушки-Романовські  — козацько-старшинський рід, імовірно шляхетського походження, вихідці із Брацлавщини. 

## Походження
Засновник роду Р.-Р. Онисим (Онисько) Ракушка гербу Рак переселився з м. Романівка (нині село Тальнівського району Черкаської області) «на слободу» до Ніжина в 1620-х рр., там зблизився з козацтвом. Найвідомішим представником роду був Роман Онисимович Р.-Р. (див. Роман Ракушка-Романовський; 1623—1703), генеральний підскарбій в уряді І.Брюховецького, найбільш вірогідний автор Літопису Самовидця. Його сини: Петро Романович (р. н. невід. — п. перед. 1701) 1693 мав звання військового товариша Стародубського полку; Іван Романович (р. н. невід. — п. між 20 квітня і 4 травня 1708) 1682—87 та 1690—1705 посідав уряд мглинського сотника, 1689 — полкового хорунжого, а протягом 1705—08 — полкового судді Стародубського полку; Костянтин Романович (р. н. і р. с. невід.) із 1705—09 — значний товариш Стародубського полку, а 1723—28 — значковий товариш Стародубського полку. Григорій Петрович (р. н. і р. с. невід.) із 1706 носив звання значкового товариша Ніжинського полку, протягом 1717—30 посідав уряд сотника Ніжинської новоміської полкової сотні, а 1727 виконував обов’язки ніжинського полковника наказного. Григорій Іванович (р. н. невід. — п. перед 1751) 1736—50 обіймав сотенний уряд у Ніжинській третій полковій сотні. Петро Іванович (р. н. невід. — п. 1732) — значковий товариш Стародубського полку 1708—32, у 1710 — знатний військовий товариш, брав участь у Гілянському поході 1725—29. Його брат Володимир Іванович (р. н. невід. — п. після 1743), військ. товариш 1721, бунчуковий товариш Стародубського полку з 1725, також брав участь у Гілянському поході 1725—29. Петро Григорович (р. н. невід. — п. перед 15 червня 1753) після смерті батька з лютого 1751 обіймав уряд сотника Ніжинської третьої полкової сотні. Василь Петрович (бл. 1742 — після 1798) з 1756 служив канцеляристом у ніжинській полковій канцелярії і полковому суді; із 1759 — військовий канцелярист Генеральної військової канцелярії, згодом — Малоросійської колегії; 1756 отримав звання військового товариша; протягом 1765—69 виконував обов’язки Ніжинського поштмейстра; 26 лютого 1769 отримав призначення на уряд сотника Ніжинської четвертої полкової сотні, 4 квітня 1782 пожалуваний званням бунчукового товариша; протягом 1784—86 обирався депутатом від ніжинського дворянства; із 1787 — прем’єр-майор у відставці. У середині 19 ст. рід Р.-Р. згас.